# Slag bij Wyoming
De Slag bij Wyoming was een treffen tijdens de Amerikaanse Onafhankelijkheidsoorlog tussen de Amerikaanse revolutionairen en de loyalisten (Brits-Amerikanen), aangevuld met Irokezen, vooral Seneca's en  Onondaga's en slechts enkele Mohawks.
Er vonden overvallen plaats in de vallei van de Wyoming (Pennsylvania) op 3 juli 1778 waarbij meer dan 100 revolutionairen gedood werden. Deze veldslag werd gevolgd door een waar bloedbad waarbij de Irokese overvallers wegvluchtende revolutionairen najoegen en doodden en vervolgens 30-40 van hen dood folterden nadat zij zich hadden overgegeven. 227 werden gescalpeerd.